# Michael Robert Wichmann
Michael Robert Wichmann (født 22. december 1974) er en dansk journalist og studievært.
Wichmann blev uddannet fra Danmarks Journalisthøjskole i 1997. Han arbejdede frem til 2005 på TV 2/Lorry som reporter, vært og redaktør. 
Han blev herefter ansat på TV 2 Nyhederne og var i 2006 med til at starte TV 2 News. Her var Michael i mange år redaktør, journalist og livereporter
I 2015-2016 var han vært på det politiske magasin "Udenfor Borgen". Siden 2017 har Michael været nyhedsvært på TV 2 News.
Michael bor på Østerbro i København sammen med sin søn.